# Ермоловка (Могилёвская область)
Ермоло́вка (бел. Ермало́ўка) — деревня в составе Рудковщинского сельсовета Горецкого района Могилёвской области Республики Беларусь.

## Население
- 1999 год — 96 человек
- 2010 год — 42 человека